# Pier Carlo Padoan
Pier Carlo Padoan, nascut Pietro Carlo Padoan (Roma, 19 de gener de 1950) és un economista i polític italià.

## Biografia
Director Executiu per Itàlia del Fons Monetari Internacional del 2001 al 2005 –(amb la responsabilitat sobre Grècia, Portugal, San Marino, Albània i Timor Oriental), ha estat anomenat vicesecretari general adjunto de l'OCDE l'1 de juny de 2007, convertint-se en cap d'economia l'1 de desembre en 2009. Des del 21 de febrer de 2014 és el Ministre d'Economia i Hisenda del Govern Renzi.
Graduat a Roma, va participar de jove amb articles de pensament keynesià en la revista Crítica marxista. En particular, els anys setanta va prendre part al debat econòmic de l'esquerra, on apareix influït per la tesi de l'economista polonès Michał Kalecki. Més tard va anar com a professor a la Universitat de Roma La Sapienza, al College of Europe de Bruges i a Varsòvia, la Universitat Lliure de Brussel·les, la Universitat d'Urbino, i la Universitat de Tòquio.

### Ministre d'Economia

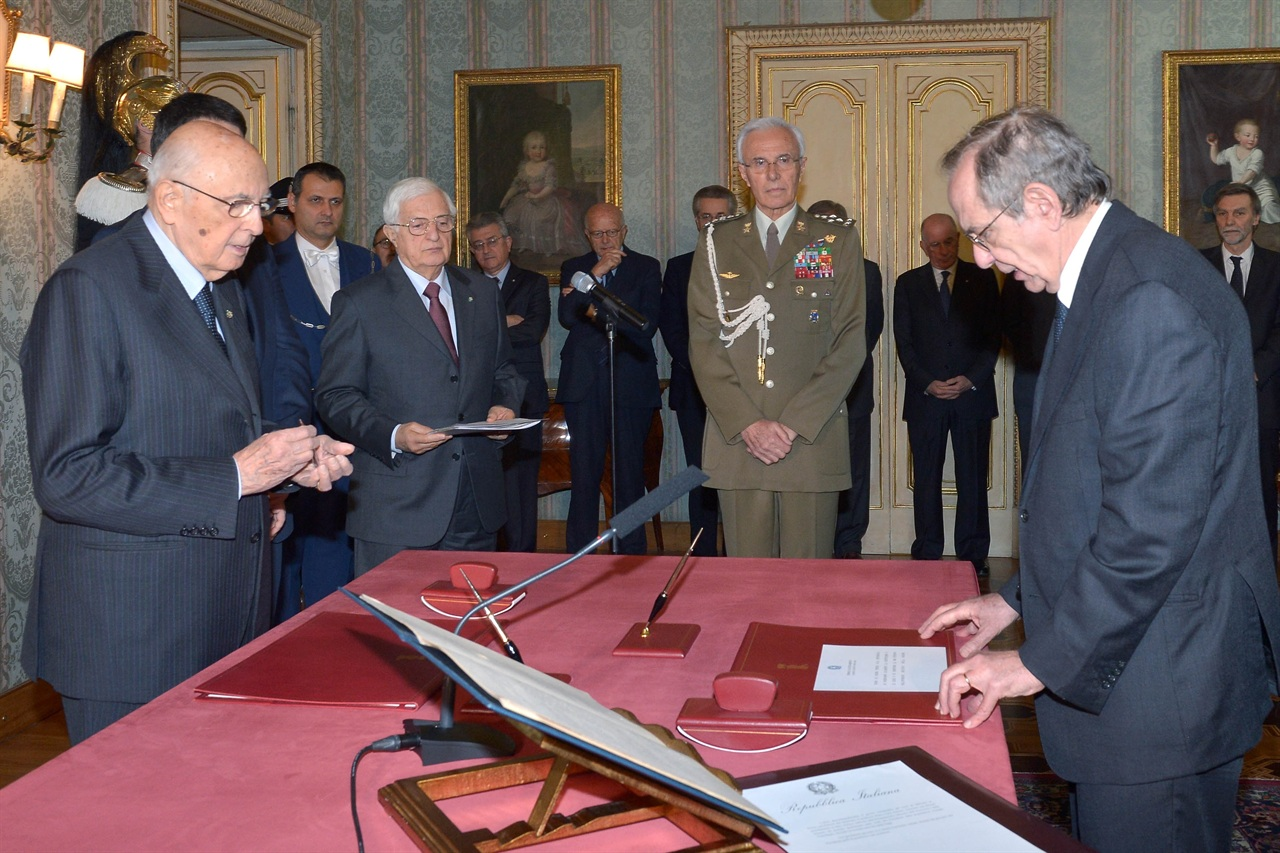
Pier Carlo Padoan jura com Ministre d'Economia del Govern Renzi.

El 21 de febrer de 2014 va ser escollit per Matteo Renzi per ocupar el lloc de Ministre d'Economia del seu govern. Es trobava en aquest moment del nomenament a Sydney i al no poder arribar a temps per al seu jurament el 22 de febrer junt amb els altres ministres, ho va fer el següent dilluns 24 de febrer de 2014.

## Honors
- Grand oficial de l'Orde al Mèrit de la República Italiana Roma, 29 de novembre de 2011. Per iniciativa del President de la República Italiana.[6]